# Eumedonia chiron
Eumedonia chiron är en fjärilsart som beskrevs av S.A. von Rottemburg 1775. Eumedonia chiron ingår i släktet Eumedonia och familjen juvelvingar. Inga underarter finns listade i Catalogue of Life.